# Clubiona suthepica
Clubiona suthepica là một loài nhện trong họ Clubionidae.
Loài này thuộc chi Clubiona. Clubiona suthepica được Pakawin Dankittipakul miêu tả năm 2008.